# Akademische Lehrpraxis
Eine Akademische Lehrpraxis ist eine ärztliche Praxis, typischerweise mit allgemeinmedizinischem Fachgebiet, die zu Lehrzwecken in der Ausbildung von Medizinstudierenden mit einer Universität verbunden und von dieser akkreditiert ist. In der Regel liegt die Zuständigkeit beim jeweiligen Lehrstuhl für Allgemeinmedizin. In den Lehrpraxen können Medizinstudierende verschiedene Elemente der allgemeinmedizinischen Ausbildung wahrnehmen. Dies können kleinere Praktika in Vorklinik und Klinik sein, Famulaturen, das verpflichtende Blockpraktikum Allgemeinmedizin sowie ein viermonatiger Abschnitt des praktischen Jahrs. Die Anforderungen an akademische Lehrpraxen legt die jeweilige Universität in Abstimmung mit Landesbehörden und Landesärztekammern fest. Diese sind für Hospitationen oder Famulaturen am geringsten und für die Ausbildung von PJ-Studierenden am höchsten. Häufig wird der Begriff für Praxen gebraucht, in denen das Blockpraktikum oder PJ wahrgenommen werden können.
Die Studierenden sollen sich ein Bild über die Tätigkeit eines niedergelassenen Hausarztes machen können und die spezielle Arbeitsweise der Allgemeinmedizin kennen lernen. Dafür sind sowohl der Einblick in das Praxisgeschehen mit praktischer Beteiligung als auch die Begleitung bei Hausbesuchen notwendig.
Fachärzte für Allgemeinmedizin, die den Status akademische Lehrpraxis anstreben, müssen verschiedene Voraussetzungen erfüllen: Beispielsweise kann gefordert werden, dass eine typische Praxis mit unterschiedlichen Patienten aller Altersgruppen vorliegt, die Praxistätigkeit muss mehrere Jahre ausgeübt worden sein, den Studierenden muss ein eigenes Sprechzimmer zur Verfügung gestellt werden, es muss Zeit für fallorientierte Besprechungen geben oder es müssen Hausbesuche durchgeführt werden. In der Regel erfolgt die Akkreditierung für einen gewissen Zeitraum, z. B. 3 Jahre, woraufhin eine Reakkreditierung notwendig wird. Vom Lehrstuhl werden häufig zur Unterstützung didaktische Kurse angeboten.
Mit der Änderung der Approbationsordnung von 2012 wurde eine höhere Gewichtung allgemeinmedizinischer Lehre im Studium der Medizin beschlossen. Mit dem stufenweisen Ausbau der Zeit in Lehrpraxen entstand die Notwendigkeit des Ausbaus von deren Netzwerk. Empfehlungen zur Gestaltung von Lehrpraxen und der Beziehung zum Lehrstuhl finden sich in einem Positionspapier der Gesellschaft für medizinische Ausbildung (GMA) von 2014 als Ergebnis eines Projekts, das 2011 begonnen wurde. Eine bezüglich der Ausbildungsstufe (Hospitationspraxis, Blockpraktikumspraxis, PJ-Praxis) differenzierende Darstellung über didaktische Qualifikationen der Lehrenden veröffentlichte die GMA 2020.

## Rechtliche Grundlage
Die ärztliche Approbationsordnung enthält im § 3 zum praktischen Jahr folgende Passage:
Die Universitäten können geeignete ärztliche Praxen (Lehrpraxen) und andere geeignete Einrichtungen der ambulanten ärztlichen Krankenversorgung im Einvernehmen mit der zuständigen Gesundheitsbehörde in die Ausbildung einbeziehen; sie treffen hierzu Vereinbarungen mit den Lehrpraxen und Einrichtungen.
§ 4 Durchführung des Praktischen Jahres in außeruniversitären Einrichtungen:
Für die Durchführung der praktischen Ausbildung in Lehrpraxen und anderen Einrichtungen der ambulanten ärztlichen Krankenversorgung nach § 3 Absatz 2a legen die Universitäten die Anforderungen im Einvernehmen mit der nach Landesrecht zuständigen Stelle fest.